# Fundação Pierre Verger
Fundação Pierre Verger (FPV) é um museu brasileiro. A fundação foi criada por Pierre Verger em 1988, na cidade de Salvador, na Bahia, como Pessoa Jurídica de direito privado, sem fins lucrativos, com autonomia administrativa e financeira. Funciona na mesma casa em que Pierre Verger viveu durante anos, na Ladeira da Vila América, em Salvador. Elaborada com a ajuda de um conjunto de amigos, a fundação foi, até a morte de Pierre, dirigida pelo próprio fotógrafo. Seu amigo e companheiro, Carybé, o sucedeu no cargo de presidente. Após o falecimento de Carybé, sua filha, Solange Bernabó, exerceu o cargo de diretora até a nomeação de um novo presidente, Gilberto Pedreira de Freitas Sá, em 2001.
Como fundador, mantenedor e presidente, ele doou à fundação todo o seu acervo pessoal, reunido em décadas de viagens e pesquisas. São dezenas de artigos, livros, 62 mil negativos fotográficos, gravações sonoras, filmes em película e vídeo, além de uma coleção preciosa de documentos, fichas, correspondências, manuscritos e objetos.
Depoimento de Pierre Verger no primeiro boletim informativo da FPV:

A criação da Fundação Pierre Verger foi a conseqüência de dois de meus amores: o que sinto pela Bahia e aquele que tenho pela região da África, situada no Golfo de Benin. Ela se propõe, através de seus objetivos e suas atividades, a realçar esta herança comum, oferecendo à Bahia o que ela conhece sobre o Benin e a Nigéria, e informar esses países sobre suas influências culturais na Bahia.
O museu funciona como um acervo ao público e à pesquisadores. Conta com uma biblioteca, acervo fotográfico e acervo pessoal de Verger. Há a liberação de uso de fotografias em todos os suportes, através de uma solicitação e seguindo os procedimentos vigentes. Venda de ampliações analógicas são produzidas a partir dos negativos originais. Um serviço interessante é a disponibilização de cursos e oficinas gratuitas para o público em geral, e, principalmente, para a comunidade do bairro do Engenho Velho de Brotas.